# GSRS
GSRS (angleško General Support Rocket System) je vojaška kratica, ki označuje Splošni podporni raketometni sistem.